# ヘイ・ポーラ
「ヘイ・ポーラ」（Hey Paula）は、ポールとポーラが1962年11月に発表した楽曲。翌年2月に3週連続全米1位を記録。オリジナルのタイトルは「Paul and Paula」。作詞・作曲はポールことレイ・ヒルデブランド。日本でも文化放送『ユア・ヒット・パレード』で1963年度の年間1位を記録しまた、安井かずみ訳詞（みナみカズみ名義）、田辺靖雄と梓みちよのデュエットでカバーされ大ヒットした。

## 解説
ハワード・ペイン大学の学生レイ・ヒルデブランドが、アネットの1958年12月発売のヒット曲『Tall Paul（トール・ポール）』（全米7位）をヒントに6分を超える長さの原曲『Paul and Paula（ポールとポーラ）』を制作する。大学の音楽サークルのバンドで一緒だったジル・ジャクソンとのデュエットが、二人がレギュラー出演していたテキサス州のローカルラジオで放送される。その音源を別のラジオ局が放送し、リクエストが殺到するなど反響があったためラジオ用に録音をし直した際、Le Camレコード創始者でプロデューサーのメジャー・ビル・スミスの目に留まる。スミスのアドバイスで曲を短縮し「Jill & Ray」の『Paul and Paula』として1962年11月にLe Camからレコード発売、アトランタなどでローカルヒットする。マーキュリー・レコードのプロデューサーシェルビー・シングルトンが権利を買い取り、12月に姉妹レーベルのフィリップス・レコードから「Paul and Paula」の『Hey Paula』に改名して発売された。B面は「恋人ボビー（Bobby Is the One）」。原曲からカットされた部分は2ndシングル『ヤング・ラバーズ』として発表された。
日本では1982年に日産・ラングレーのCMソングとして起用され、シングル盤も再発売されたが、その時のB面は「けんかでデート(First Quarrel)」であった。

## カバー
- 田辺靖雄・梓みちよ 1963年6月 訳詞みナみカズみ（後の安井かずみ）
- ダニー飯田とパラダイスキング 1963年7月 女性ボーカルは九重佑三子。

※1973年に田辺と九重が結婚し、夫婦デュオとしてテレビやコンサートで披露している。そのため、田辺と九重のデュエットが日本盤オリジナルだと勘違いする人も多い。田辺・九重バージョンは1996年のアルバム『DUO～やさしくしてますか～』などに収録。

### 田辺靖雄・梓みちよによるカバー・シングル
田辺靖雄と梓みちよによるシングル「ヘイ・ポーラ」は、1963年6月にキングレコードから発売された（規格品番：EB-7220）。

#### 収録曲
- 両楽曲共に、編曲：東海林修

1. ヘイ・ポーラ（3分7秒）
訳詞：みナみカズみ／作曲：レイ・ヒルデブランド
※歌唱：田辺靖雄・梓みちよ
2. 黒い瞳に青い空（2分47秒）
訳詞：あらかはひろし／作曲：マリオ・パンツェーリ
※歌唱：梓みちよ

#### 収録アルバム
- 想い出のヒット・パレード〜ヴァケイション〜（1994年12月16日／APCA-1052）
- 青春POPS'50〜'60 悲しき16才（1998年7月24日／KICS-80005）
- 青春歌年鑑'63 BEST30（2002年11月27日／VICL-61013〜14）
- ベスト歌謡曲100〜ザ★ヒットパレード〜（2006年5月31日／TOCT-26021〜5）
- THAT'S WATANABE HIT SONGS COLLECTION ザ★ヒットパレード＆シャボン玉ホリデー（2007年10月24日／VICL-62598〜9）
- ザ・定番ソングス！青春のうた べスト・リクエスト（2011年4月20日／CRCN-25113）
- アメリカン・ポップス・カバー ベスト（2011年5月11日／KICW-5228）
- ザ・ヒットパレード〜永遠のジャパニーズ・ポップス ベスト（2012年5月9日／KICW-9425〜6）
- 昭和歌謡が聴きたい！〜シクラメンのかほり（2015年8月5日／KICX-941〜2）

## 備考
いわゆる王道ポップスで一発屋ソング扱いされるため音楽史的評価は高くないが、2015年5月4日放送のNHK-FM「今日は一日“アナログ時代のアメリカン・ポップス”三昧」において、音楽史的見地での評価が高い曲を差し置いて、司会の宮治淳一と片岡知子が当日オンエアした中で一番印象に残った曲として挙げた。